# Cartes a Roxane
Cartes a Roxane (originalment en francès, Edmond) és una pel·lícula de comèdia dramàtica francesa del 2019 escrita i dirigida per Alexis Michalik. Es tracta d'una adaptació de la seva obra de teatre homònima, creada l'any 2016 al Théâtre du Palais Royal. S'ha doblat i subtitulat al català.

## Sinopsi
El 1897, a París, el jove Edmond Rostand (Thomas Solivérès) fa dos anys que no escriu res i ofereix un paper al famós Constant Coquelin (Olivier Gourmet). L'únic problema és que la peça no està escrita, només té el títol: Cyrano de Bergerac. Entre les històries d'amor del seu millor amic, els capritxos de les actrius, la gelosia de la seva dona i la falta d'entusiasme dels que l'envolten, Edmond comença a escriure aquesta obra en la qual ningú creu. Però a poc a poc, comença a prendre forma.

## Repartiment
- Thomas Solivérès Edmond Rostand
- Olivier Gourmet: Constant Coquelin
- Mathilde Seigner: Maria Legault
- Tom Leeb: Leo Volny (Christian)
- Lucie Boujenah: Jehanne d'Alcy
- Alice de Lencquesaing: Rosemonde Gérard
- Clémentine Célarié: Sarah Bernhardt
- Igor Gotesman: Jean Coquelin
- Dominique Pinon: Lucien
- Simon Abkarian: Ange Floury
- Marc Andreoni: Marcel Floury